# Sam Smith (baloncestista de 1955)
Sam Smith (Ferriday, Luisiana, 8 de enero de 1955) es un exjugador de baloncesto estadounidense que disputó dos temporadas en la NBA, además de jugar en la AABA y la WBA. Con 1,93 metros de estatura, jugaba en la posición de escolta.

## Trayectoria deportiva

### Universidad
Tras pasar dos años en el Seminola Junior College, jugó durante dos temporadas con los Rebels de la Universidad de Nevada-Las Vegas, en las que promedió 15,6 puntos, 3,0 rebotes y 2,2 asistencias por partido. En 1977 fue uno de los artífices de que su equipo llegara a la Final Four de la NCAA por primera vez en su historia.

### Profesional
Fue elegido en la cuadragésimo octava posición del Draft de la NBA de 1977 por Atlanta Hawks, pero fue despedido antes del comienzo de la competición, fichando por los Kentucky Stallions de la AABA, donde promedió 16,8 puntos por partido. Tras la desaparición de la liga, fichó por los Salt Lake City Prospectors de la WBA, donde fue incluido en el tercer mejor quinteto del campeonato.
Con la temporada 1978-79 de la NBA ya avanzada, firmó por 10 días con los Milwaukee Bucks, renovando por dies días más, jugando 16 partidos en los que promedió 3,5 puntos y 1,0 asistencias. Al año siguiente firma como agente libre por Chicago Bulls, donde permanece hasta el mes de marzo, disputando 30 partidos en los que promedió 8,6 puntos y 1,8 asistencias.

## Estadísticas de su carrera en la NBA

### Temporada regular
| Temporada | Edad | Equipo          | Liga | P  | TIT | MIN  | TC  | TCA | %TC  | 3P  | 3PA | %3P  | TL  | TLA | %TL  | R.OF. | R.DEF. | REB | ASIS | ROB | TAP | PER | FP  | PTS |
| 1978-79   | 24   | Milwaukee Bucks | NBA  | 16 |     | 7.8  | 1.2 | 2.9 | .404 |     |     |      | 1.1 | 1.5 | .750 | 0.0   | 0.6    | 0.6 | 1.0  | 0.5 | 0.4 | 0.5 | 0.8 | 3.5 |
| 1979-80   | 25   | Chicago Bulls   | NBA  | 30 |     | 16.5 | 3.2 | 7.7 | .422 | 0.3 | 1.2 | .229 | 1.9 | 2.1 | .905 | 0.7   | 1.1    | 1.8 | 1.4  | 0.8 | 0.2 | 1.1 | 1.8 | 8.6 |
| Total     |      |                 | NBA  | 46 |     | 13.5 | 2.5 | 6.0 | .419 | 0.3 | 1.2 | .229 | 1.6 | 1.9 | .862 | 0.5   | 0.9    | 1.4 | 1.3  | 0.7 | 0.3 | 0.9 | 1.4 | 6.8 |